# Timothy Dalton
Timothy Peter Dalton (* 21. března 1946 Colwyn Bay) je britský herec, známý širší veřejnosti především jako čtvrtý herec, který ztvárnil postavu Jamese Bonda, a to ve dvou filmech – Dech života a Povolení zabíjet.

## Mládí
Dalton se narodil v Colwyn Bay, v severním Walesu. Jeho otec se stal reklamním agentem v době jeho narození. Zatímco otec byl Brit, jeho matka byla z jedné strany italské národnosti a z druhé irské. Jako teenager byl členem Air Training Corps. Rozhodl se, že se stane hercem a v 16 letech dostal roli v inscenaci hry The Old Vic. Opustil školu v roce 1964 a zapsal se na Královskou akademii dramatických umění a přitom hrál v divadelním souboru National Youth Theatre. Dalton studia nedokončil, a tak v roce 1966 vstoupil do celku z Birmingham Repertory Theatre.